# Partit Republicà d'Albània
El Partit Republicà d'Albània (albanès Partia Republikane te Shqiperise, PRS) és un partit polític d'Albània fundat el 1991 per Sabri Godo, amb suport del Partit Republicà Italià. El 1992 va patir dues escissions a la dreta: el Partit d'Aliança Republicana, de Shemshedin Media, i el Partia Republikane, de Hysen Cobani, però tot i així va rebre un escó a l'Assemblea d'Albània. A les eleccions de 2001 va formar part de la coalició Unió per la Victòria (Bashkimi për Fitoren), que va obtenir 46 escons, i a les eleccions de 2005 va obtenir 11 escons dins la coalició Aliança per la Llibertat, la Justícia i el Benestar (Aliansa për Liri, Drejtësi dhe Mirëqenie). A les eleccions de 2009 formà part de la coalició Aliança pels Canvis (Aleanca për Ndryshim) encapçalada pel Partit Democràtic d'Albània i va obtenir un escó.

## Resultats electorals

### Eleccions legislatives
| Resultat de les eleccions a l'Assemblea | Resultat de les eleccions a l'Assemblea | Resultat de les eleccions a l'Assemblea | Resultat de les eleccions a l'Assemblea | Resultat de les eleccions a l'Assemblea | Resultat de les eleccions a l'Assemblea |
| Any                                     | Vots                                    | %                                       | Escons                                  | +/-                                     | Govern                                  |
| --------------------------------------- | --------------------------------------- | --------------------------------------- | --------------------------------------- | --------------------------------------- | --------------------------------------- |
| 1991                                    | 27,393                                  | 1.47                                    | 0 / 250                                 | Nou                                     | Extraparlamentari                       |
| 1992                                    | 52,477                                  | 2.89                                    | 1 / 140                                 | 1                                       | Coalició                                |
| 1996                                    | 94,567                                  | 5.74                                    | 3 / 140                                 | 2                                       | Coalició                                |
| 1997                                    | 31,573                                  | 2.41                                    | 1 / 155                                 | 2                                       | Oposició                                |
| 2001                                    | Dins del BF                             | Dins del BF                             | 5 / 140                                 | 4                                       | Oposició                                |
| 2005                                    | 272,746                                 | 19.96                                   | 11 / 140                                | 6                                       | Coalició                                |
| 2009                                    | 31,990                                  | 2.11                                    | 1 / 140                                 | 10                                      | Coalició                                |
| 2013                                    | 52,168                                  | 3.02                                    | 3 / 140                                 | 2                                       | Oposició                                |
| 2017                                    | 3,225                                   | 0.20                                    | 0 / 140                                 | 3                                       | Extraparlamentari                       |
| 2021                                    | Dins del PD-AN                          | Dins del PD-AN                          | 3 / 140                                 | 3                                       | Oposició                                |
| 2025                                    | Dins de l'ASHM                          | Dins de l'ASHM                          | 1 / 140                                 | 2                                       | Oposició                                |